# Valerie Bolzano
Valerie Bolzano (* 1968 in Innsbruck) ist eine österreichische Schauspielerin und Kabarettistin.

## Leben
Bolzano besuchte von 1990 bis 1994 die Graumanntheaterschule für Schauspiel in Wien. Bereits 1993 übernahm sie erste Rollen beim Theater, vorrangig unter der Regie von Andy Hallwaxx. 1999 und 2000 absolvierte sie einen Workshop für Improvisation bei Keith Johnstone, 2000 zudem bei Randy Dickson. Am 22. November 2000 legte sie die Reifeprüfung für Schauspiel ab. 2001 nahm sie an Ausbildungen bei M. K. Lewis in Los Angeles unter Leitung von Jeff Hogan, Sam Christensen und Rae Allen teil.
2005 spielte sie sich selbst bei den Wissenschaftscomedy-Sendungen Genial daneben – Die Comedy Arena und Absolut genial. Seit Sommer 2008 hat Bolzano ein festes Engagement an der Büchnerbühne Riedstadt.
2012 übernahm sie gemeinsam mit ihrem Ehemann Vince Ebert (den sie beim Quatsch Comedy Club kennenlernte) und Eckart von Hirschhausen die Moderation der Sendung Der dritte Bildungsweg.
2024 war sie eine der Gewinnerinnen der Talenteshow des Wiener Kabarettfestivals.

## Bühne

### Theater
- 1993: Hokuspokus von Curt Goetz (Regie: Andy Hallwaxx)
- 1993: Kaiser Joseph und die Bahnwärterstochter von Fritz von Herzmanovsky-Orlando (Regie: Andy Hallwaxx)
- 1994: Mandragola von Niccolò Machiavelli (Regie: Andy Hallwaxx)
- 1994: Exzellenzen ausstopfen – ein Unfug von Fritz von Herzmanovsky-Orlando (Regie: Andy Hallwaxx)
- 1995: Was der Butler sah von Joe Orton (Regie: Andy Hallwax)
- 1995: The Admiral of Orion von Jay Blegdon, Grange Hall, Maine (Regie: Jay Blegdon)
- 1995: Little Shop of Horrors, Musical, Grange Hall, Maine (Regie: Dana Parker)
- 2000: Vivaldi Al Dente von Andy Hallwaxx für den Musikverein Wien
- 2001–2003: Golliwogg's Party mit der Vienna Clarinet Connection (Regie: Andy Hallwaxx)
- 2001–2005: Kleinbritannien Dinner&Crime (Regie: Wolfgang Rupert Muhr)
- 2004: Hinter Gitti von Barbara Spitz und Andy Hallwaxx (Regie: Andy Hallwaxx)
- 2004: Produktion für Wien ist andersrum im dietheater Künstlerhaus
- August 2006–2008 Bei Verlobung Mord und Mord an Bord für Dinnerkrimi (Regie: Pia Thimon)
- seit Sommer 2008 bei der BüchnerBühne Riedstadt

### Kabarett
- 1996–1998: Frauen jenseits des Nervenzusammenbruchs von Bolzano & Maleh (Regie: Andy Hallwaxx)
- 1998–2000: Space Girls von Bolzano & Maleh (Regie: Andy Hallwaxx)
- seit 2003: freaky nylons, Comedy mit Anna Scheidl, Angelika Niedetzky und Sonja Muchitsch (Regie: Andy Hallwaxx)

## Filmografie

### Film
- 1992: … und morgen der Opernball  (Regie: Houchang Allahyari)
- 1993: Malina  (Regie: Werner Schroeter)
- 1994: Mésaliance von Alexandra Held und Christoph Manomics
- 2021: Sweet Survival (Regie: Katharina Gerlich)

### Fernsehen
- 2005: Genial daneben – Die Comedy Arena
- 2005: Absolut genial
- 2012: Der dritte Bildungsweg (Ebert und Hirschhausen)